# Équipe de Sierra Leone de football
Cet article traite de l'équipe masculine. Pour l'équipe féminine, voir Équipe de Sierra Leone féminine de football.
Maillots
L'équipe de Sierra Leone de football est constituée par une sélection des meilleurs joueurs sierra-léonais sous l'égide de la Fédération de Sierra Leone de football.

## Sélection actuelle
Voici les joueurs appelés pour disputer les éliminatoires de la CAN 2023, lors de matches contre le Nigeria et le Modèle:GBN football les 9 et 13 juin 2022.
Gardiens
- Mohamed Kamara
- Ibrahim Sesay
- Donald Kamara

Défenseurs
- Osman Kakay
- Kevin Wright
- Alie Sesay
- Steven Caulker
- Lamine Conteh
- Daniel Francis
- Saidu Mansaray

Milieux
- John Kamara
- Kwame Quee
- Alhassan Koroma
- Ibrahim Sillah
- Kallum Cesay
- Mustapha Bundu
- Emmanuel Samadia
- Kamil Conteh
- Augustus Kargbo

Attaquants
- Amadou Bakayoko
- Mohamed Buya Turay
- Sullay Kaikai
- Jonathan Morsay
- Musa Noah Kamara

## Classement FIFA
| Année              | 1993 | 1994 | 1995 | 1996 | 1997 | 1998 | 1999 | 2000 | 2001 | 2002 | 2003 | 2004 | 2005 | 2006 | 2007 | 2008 | 2009 | 2010 | 2011 | 2012 | 2013 | 2014 | 2014 | 2016 | 2017 | 2018 |
| ------------------ | ---- | ---- | ---- | ---- | ---- | ---- | ---- | ---- | ---- | ---- | ---- | ---- | ---- | ---- | ---- | ---- | ---- | ---- | ---- | ---- | ---- | ---- | ---- | ---- | ---- | ---- |
| Classement mondial | 76   | 76   | 58   | 84   | 84   | 111  | 120  | 129  | 138  | 133  | 146  | 160  | 163  | 148  | 156  | 116  | 138  | 125  | 60   | 62   | 75   | 86   | 118  | 96   | 97   | 115  |

## Palmarès

Ancien logo

### Parcours enCoupe du monde
| Année | Position     |      | Année         | Position |                        | Année | Position |
| 1930  | Non inscrite | 1974 | Non qualifiée | 2010     | Non qualifiée          |       |          |
| 1934  | Non inscrite | 1978 | Non qualifiée | 2014     | Non qualifiée          |       |          |
| 1938  | Non inscrite | 1982 | Non qualifiée | 2018     | Non qualifiée          |       |          |
| 1950  | Non inscrite | 1986 | Non qualifiée | 2022     | Non qualifiée          |       |          |
| 1954  | Non inscrite | 1990 | Non inscrite  | 2026     | Éliminatoires en cours |       |          |
| 1958  | Non inscrite | 1994 | Forfait       | 2030     | À venir                |       |          |
| 1962  | Non inscrite | 1998 | Non qualifiée | 2034     | À venir                |       |          |
| 1966  | Non inscrite | 2002 | Non qualifiée |          |                        |       |          |
| 1970  | Non inscrite | 2006 | Non qualifiée |          |                        |       |          |

### Parcours enCoupe d'Afrique
| Année | Position          |      | Année             | Position |                   | Année   | Position |
| 1957  | Non inscrite      | 1982 | Tour préliminaire | 2006     | Tour préliminaire |         |          |
| 1959  | Non inscrite      | 1984 | Tour préliminaire | 2008     | Tour préliminaire |         |          |
| 1962  | Non inscrite      | 1986 | Non inscrite      | 2010     | Tour préliminaire |         |          |
| 1963  | Non inscrite      | 1988 | Tour préliminaire | 2012     | Tour préliminaire |         |          |
| 1965  | Non inscrite      | 1990 | Forfait           | 2013     | Tour préliminaire |         |          |
| 1968  | Non inscrite      | 1992 | Tour préliminaire | 2015     | Tour préliminaire |         |          |
| 1970  | Forfait           | 1994 | 1er tour          | 2017     | Tour préliminaire |         |          |
| 1972  | Non inscrite      | 1996 | 1er tour          | 2019     | Tour préliminaire |         |          |
| 1974  | Tour préliminaire | 1998 | Forfait           | 2021     | 1er tour          |         |          |
| 1976  | Non inscrite      | 2000 | Forfait           | 2023     | Tour préliminaire |         |          |
| 1978  | Tour préliminaire | 2002 | Tour préliminaire | 2025     | À venir           |         |          |
| 1980  | Non inscrite      | 2004 | Tour préliminaire |          | 2027              | À venir |          |

## Liste des sélectionneurs de la Sierra Leone
- Burkhard Pape : 1966-1968
- Warwick Rimmer : 1979-?
- Christian Cole : 1989
- Christian Cole : 1991
- Raymond Zarpanelian : 1993-1994
- Roger Palmgren : 1996
- John Sherington : 1996-1997
- Abdulai Sesay : ?-2000
- Dušan Drašković :  2000
- Christian Cole : 2001
- José Antonio Nogueira : 2003
- John Sherington : 2003-2006
- Andy Gray : 2006
- James Peters : 2006-2007
- Mohamed Kanu : 2007-2009
- Daniel Koroma : 2009-2010
- Christian Cole : 2010-2011
- Frederic Assmus : 2011
- Lars-Olof Mattsson : 2011-2013
- Johnny McKinstry : 2013-2014
- Atto Mensah : 2014
- John Ajina Sesay : 2014
- John Sherington : 2015
- Sellas Tetteh : 2015-2017
- John Keister : 2017-2019
- Sellas Tetteh : 2019-2020
- John Keister : 2020-2025
- Mohamed Kallon[2] : depuis 2025